# Helena Vondráčková
Helena Vondráčková (* 24. června 1947 Praha) je česká zpěvačka, herečka a členka skupiny Golden Kids.

## Život

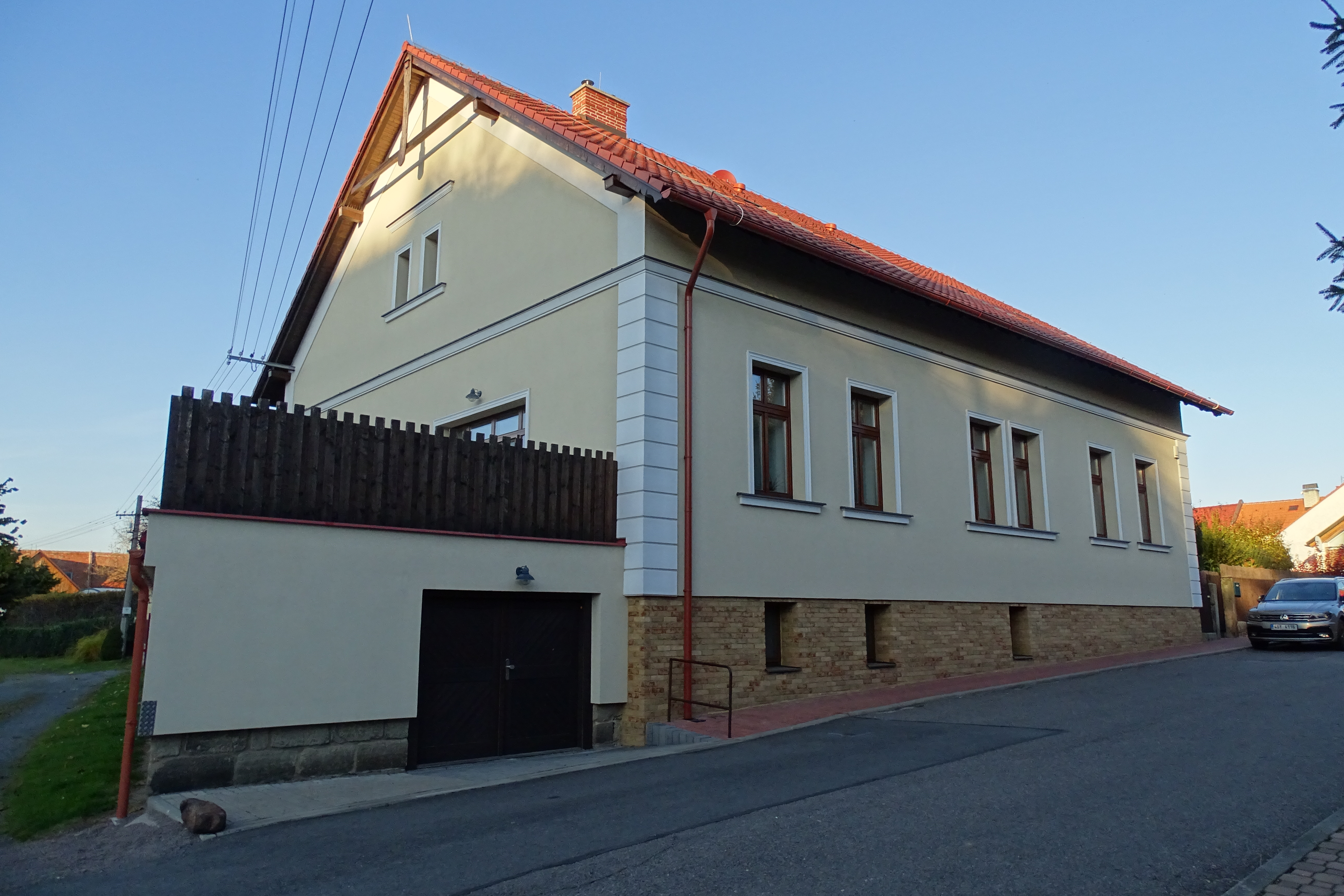
Rodný dům Heleny Vondráčkové ve Slatiňanech

Helena Vondráčková se narodila 24. června 1947 v Praze Blaženě a Jiřímu Vondráčkovým. Dětství prožila ve východočeských Slatiňanech s bratrem Jiřím a sestrou Zdenou, která pochází z předchozího manželství její matky Blaženy. Bydlí v obci Řitka v okrese Praha-západ.
„Opravdu nebylo mým snem být zpěvačkou. Hudba mě bavila, hrála jsem i na klavír či kytaru. Původně jsem chtěla dělat filologii, protože jsem studovala jazyky. Pak přišel rok 1964 a táta mě přihlásil do soutěže Hledáme nové talenty.“

Je tetou zpěvačky a herečky Lucie Vondráčkové.

## Kariéra

### Pěvecké začátky
Zlom v kariéře nastal 27. dubna 1964, kdy v paláci Lucerna vyhrála pěveckou soutěž Hledáme nové talenty s písněmi George Gershwina „Summertime“ a „The Man I Love“. Díky hitům „Červená řeka“ (1964) a „Pátá“ se stala Zlatou slavicí za rok 1965 a nastoupila do angažmá v divadle Rokoko. Zde se seznámila s Martou Kubišovou a Václavem Neckářem, s nimiž v roce 1968 vytvořila popové trio Golden Kids. V roce 1967 hrála hlavní roli v pohádce Šíleně smutná princezna, kde ztvárnila postavu princezny Helenky. Film měl premiéru na jaře 1968.

### 70. léta
Začátek 70. let byl poznamenán nuceným rozpadem Golden Kids. Tehdejší režim zakázal činnost Martě Kubišové a zbývající dva členové souboru se vydali na sólové dráhy.

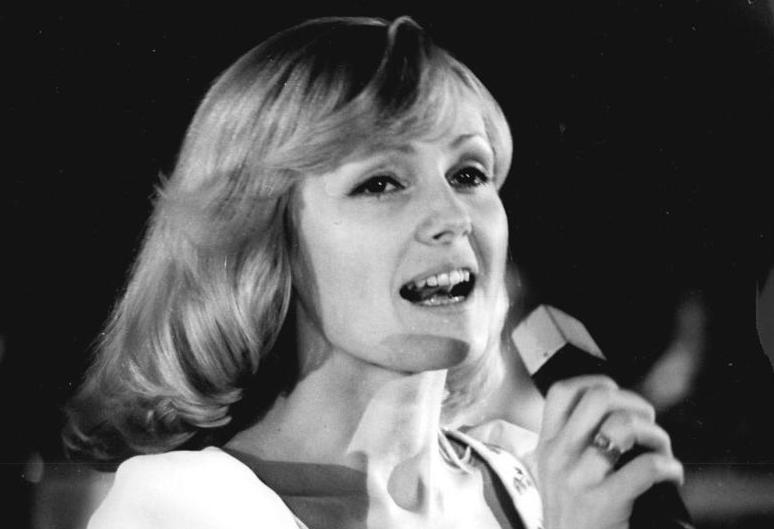
Helena Vondráčková v Berlíně (1976)

V té době se stala nejexportovanější českou zpěvačkou. Točila alba pro zahraniční společnosti (Japonsko, Západní Německo) a pravidelně vystupovala na světových festivalech a pódiích (Kanada, Brazílie, Kuba, Turecko). S písní Malovaný džbánku získala v roce 1977 Grand Prix v polských Sopotech. V tom samém roce se objevila v hlavní roli vedle Luďka Soboty dalšího celovečerního filmu – komedii Jen ho nechte, ať se bojí. V lednu 1977 se její jméno objevilo v seznamu signatářů Anticharty. Po listopadu 1989 však popřela, že by ji osobně podepsala, neboť v té době byla v Polsku.
V období normalizace vznikla fáma, že je milenkou vysokého stranického činitele Lubomíra Štrougala.

### 80. léta
V 80. letech pravidelně natáčela dlouhohrající desky a podnikala koncertní šňůry. Několik let spolupracovala s Orchestrem Gustava Broma a Jiřím Kornem, později měla vlastní program Velká neónová láska s doprovodnou skupinou Bacily. Moderovala televizní pořad Sejdeme se na výsluní.
V roce 1982 převzala titul zasloužilá umělkyně. V roce 1983 se provdala za německého hudebníka Helmuta Sickela, který pro ni zkomponoval řadu písní, včetně hitů Čas je proti nám a Sprint. Do roku 1985 se pravidelně objevovala na druhém nebo třetím místě v anketě Zlatý slavík. Poté obsazovala nižší příčky.

### 90. léta
Po roce 1989 nastal v české populární hudbě útlum, který začátkem 90. let změnil příchod muzikálů. Byla obsazena do hlavní ženské role hned toho prvního – Bídníci. Vydala Broadway album plné známých muzikálových melodií, dvě vánoční alba a výběr Zlatá Helena s hitem Já půjdu dál.

### 2001–2010

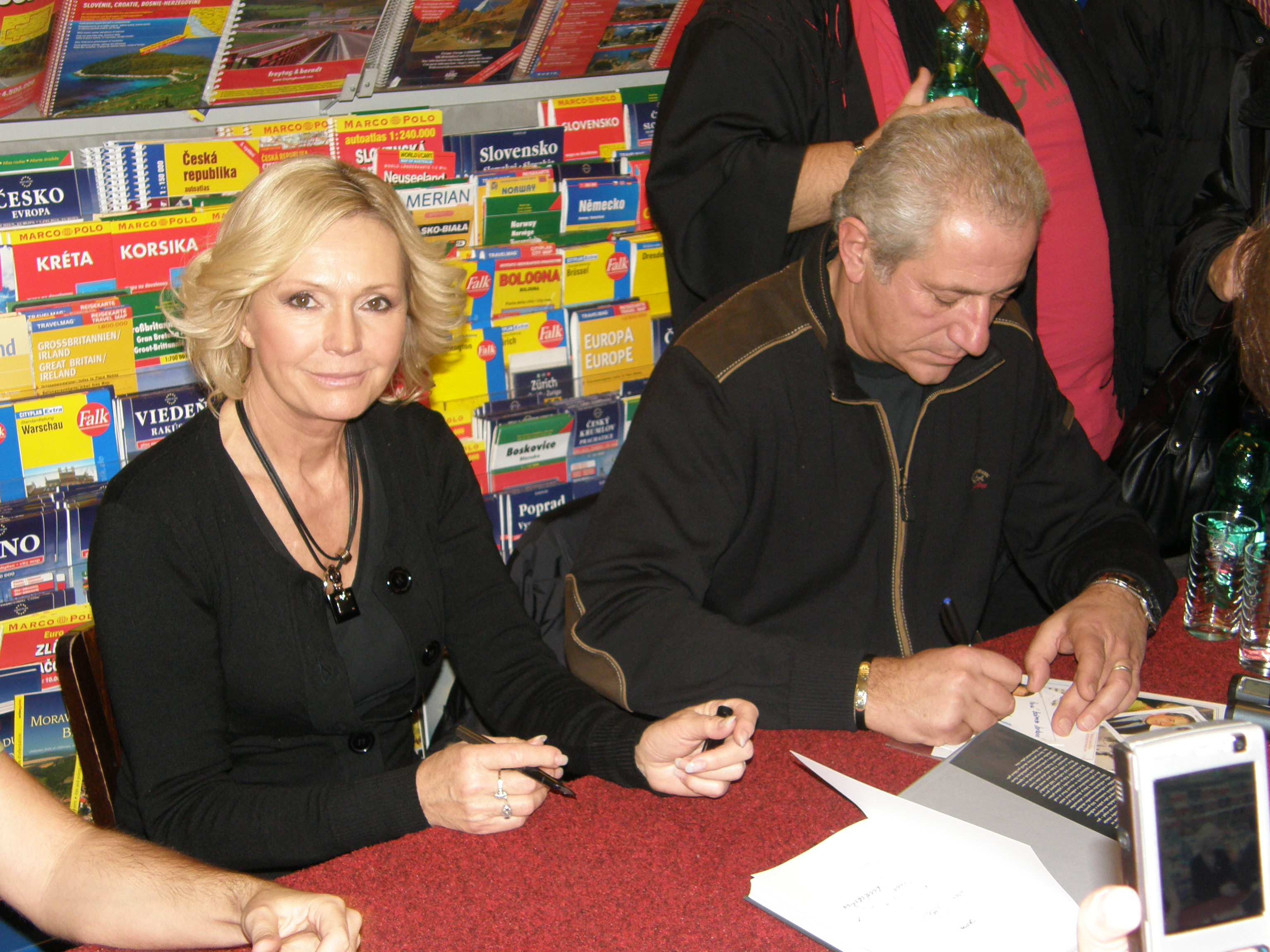
Helena Vondráčková s manželem Martinem Michalem na autogramiádě v roce 2008

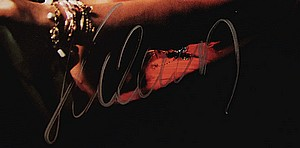
Helena Vondráčková – autogram

V roce 2000 vydala album Vodopád, moderních, převážně tanečních skladeb. Stala se nejprodávanější zpěvačkou roku a píseň Dlouhá noc byla zvolena hitem roku. V roce 2001 se rozvedla s Helmutem Sickelem. Roku 2002 ji Akademie české populární hudby zvolila Zpěvačkou roku. Dne 22. února 2003 se na Karlštejně provdala za Martina Michala. V roce 2005 vystoupila v Carnegie Hall v New Yorku, ve které byla přijata již před pěti lety, jako host Karla Gotta. Ztvárnila také roli Grizabelly v české verzi muzikálu Cats (Kočky) a oslavila 40 let kariéry vydáním profilového 4-CD Zlatá kolekce a velkou televizní show Holka od Červený řeky.
V roce 2006 na bratislavské Nové scéně zpívala a tančila v roli Dolly Leviové v muzikálu Hello, Dolly!. V říjnu téhož roku vydala po třech letech album Zastav se (...a poslouchej). Prvním singlem z něj se stala coververze hitu It's Raining Men, s českým názvem Já vítám déšť. Některé novinky i starší hity představila 8. listopadu na koncertu v pražské Lucerně.
V roce 2006 získala v anketě Český slavík 3. místo.
Rok 2007 moderovala v televizi Prima hudební pořad Hvězdy u Piana, v květnu bylo vydáno kompilační album duetů s Jiřím Kornem Těch pár dnů, v červnu oslavila své kulaté narozeniny velkým vzpomínkovým koncertem na Žofíně. Podzim přinesl bilanční 2-CD Jsem jaká jsem, DVD Těch pár dnů a koncert v pražské Lucerně. V samém závěru roku se objevila po boku Karla Gotta ve finálové silvestrovské show Mejdan roku z Václaváku a společně pak byli hosty i novoročního vydání hudebního pořadu Eso.
Další rok 2008 vyšel retrospektivní výběr hitů tria Golden Kids 24 Golden Hits a kolekce raritních nahrávek Blázen, kdo se lásky zříká. V prosinci natočila v Lucerně DVD záznam koncertu.
Rok 2009 byl ve znamení muzikálového projektu Mona Lisa v pražském divadle Broadway, kde v alternaci s Hanou Zagorovou ztvárnila roli matky hlavní hrdinky. Na podzim vydala dlouho očekávané album nových písní, které dostalo název Zůstáváš tu se mnou.
V roce 2010 definitivně prohrála soud s Martou Kubišovou, členkou tria Golden Kids. V druhé polovině roku 2011 prodala s manželem a manažerem Martinem Michalem uměleckou agenturu MM. Koupil ji floridský právník Michael J. Smith. Vondráčková tak učinila první krok k tomu, aby v budoucnosti mohla vést arbitráž s Českou republikou.

### Po roce 2010
Dne 28. října 2017 převzala z rukou prezidenta republiky Miloše Zemana státní vyznamenání, medaili Za zásluhy.
V roce 2019 zažalovala u obvodního soudu pro Prahu 7 vydavatele deníku Blesk společnost Czech News Center za vyjádření módní kritičky Františky Čížkové z února 2018: „Za hvězdy programu s neodmyslitelnou tombolou byly avizovány zpěvačky za zenitem, Helena Vondráčková a Marie Rottrová.“ Požaduje odškodné 50 000 Kč. Novináři oslovení hudební kritici Jiří Černý a Josef Vlček soudí, že vrchol kariéry má zpěvačka již za sebou.
V roce 2023 vyrazila na turné Helena Show 2023, navštívila Třebíč, Písek, Žilinu, Havlíčkův Brod, Mělník, Brno a Prahu.
V roce 2024 oslavila Helena Vondráčková 60 let na hudební scéně. Česko-Slovenské Turné Helena 60 let na scéně (včetně koncertu v O2 areně 24.6.) vyvrcholilo 4. února 2025 přidaným galakoncertem v pražské O2 areně.
V roce 2025 vyrazila na Česko-Slovenské turné Helena Tour 25 (pokračování oslav 60 let na scéně), zakončený tradičním 21. vánočním koncertem v pražské Lucerně 21. prosince.
V roce 2027 oslaví Helena Vondráčková svých 80 let jediným koncertem v tomto roce. Má se konat 19. června 2027 v pražském Edenu a ponese titul Velko sladko mámivá show.

## Písně

### Výběr hitů
- 1964–1969: Červená řeka, Pátá, Chytila jsem na pasece motýlka, Vzdálený hlas, Růže kvetou dál, Mám ráda cestu lesní, Přejdi Jordán, To se nikdo nedoví, Hříbě, Hej, pane zajíci, Oh, baby, baby, Časy se mění, Stín katedrál, Tvá malá Jane, Proč mě nikdo nemá rád, Slza z tváře padá
- 1970–1979: Miláčku, Fanfán, Kam zmizel ten starý song, Archiméde, Znala panna pána, Kvítek mandragory, Lásko má, já stůňu, Malovaný džbánku, Dvě malá křídla tu nejsou, Ptačí hnízda, Já půjdu tam a ty tam, Málo mám lásky tvé, Tentokrát se budu smát já, Vzhůru k výškám, To se zvládne
- 1980–1989: Léto je léto, Když zabloudíš, tak zavolej, Múzy, A ty se ptáš, co já, Jarním loukám, Sblížení, To je štěstí, Každá trampota má svou mez, Nač vlastně v půli vzdávat mač, Je to malý svět, Jsem jaká jsem, Sladké mámení, Čas je proti nám, To pan Chopin, Náhodný známý, Nahrávám, Sprint, Ještě světu šanci dej, Svou partu přátel ještě naštěstí mám
- 1990–1999: Song hrál nám ten ďábel saxofon, Copacabana, Tam, kde jsi ty, Nevzdám se hvězdám, Já půjdu dál
- 2000–2009: To tehdy padal déšť, Dlouhá noc, Tvou vůni cítím dál, Neuč slunce hřát, Karneval, Déja vu, Sundej kravatu, Hádej...!, Nebudeme sedět doma, Já vítám déšť

## Filmografie
- 1967–1968 Píseň pro Rudolfa III. (TV seriál) Helena
- 1968 Šíleně smutná princezna – princezna Helena
- 1970 Revue pro následníka trůnu (TV film) – Helena
- 1972 Zpívající film
- 1972 Příliš krásná dívka (TV film) – Ludmila
- 1975 Letní romance (TV film) – stopařka
- 1977 Jen ho nechte, ať se bojí – Marcela
- 1977 Romance za korunu – sama sebe
- 1980 Pohádka o Honzíkovi a Mařence
- 1981 Štědrý den bratří Mánesů (TV inscenace)
- 1982 Zpěváci na kraji nemocnice
- 1982 Revue na zakázku – Šeherezáda
- 1984 Barrandovké nocturno aneb aneb jak film tančil aneb zpíval
- 1988 Láska na inzerát
- 1992 R jako Helena
- 1992 Trhala fialky dynamitem – zmrzlinářka
- 2004 Kameňák 2 – Doktorka Helena
- 2006 Susedia (slovenský TV seriál) – sama sebe
- 2009 Comeback – sama sebe
- 2010 Na vlásku – dabing čarodějnice Gothel
- 2013 Gympl s (r)učením omezeným (český TV seriál) – sama sebe
- 2015 Alenka – dívka, která se nestane – vypravěčka, zpěvačka (To tehdy padal déšť), hlas hrát (česky dabing)

## Muzikály
- 1992 Bídníci – Fantine
- 1994 451° Fahrenheita – paní Hudsonová
- 2003 Bídníci – Fantine
- 2005 Cats – Grizabella[16]
- 2006 Hello, Dolly! – Dolly Leviová[17]
- 2009 Mona Lisa – Caterina de´ Gherardini – matka Mony Lisy[18]
- 2010 Baron Prášil – Evelína[19]
- 2015 Romeo a Julie – chůva
- 2015 Mamma Mia! – Donna
- 2017 Muž se železnou maskou – královna Anna
- 2019 Kvítek Mandragory

## Soudní spory
První soudní spor započal v roce 2001, kdy Vondráčková žalovala hudebního kritika Jana Rejžka za tvrzení, „že za svůj polistopadový comeback zřejmě vděčí tomu, že neztratila kontakt na mafiány, kteří ji v sedmdesátých a osmdesátých letech tlačili do médií.“ Od sňatku s Martinem Michalem v roce 2003 vedla agentura Martina Michala, která zastupuje Vondráčkovou, řadu sporů, z nichž většina se týkala pomluvy. Soudila se například s Martou Kubišovou za ušlý zisk z neuskutečněného společného turné, televizí Prima, televizí Nova, časopisem Týden, vydavatelstvím časopisu Blesk nebo s obcí Řitka (o výši pokuty za nepovolenou stavbu, o pokácení stromů před jejím domem na městském pozemku). Podala trestní oznámení na starostu Dolních Studének. Byl veden soud proti dceři slovenského herce a režiséra Andreje Hryce. Žalovala i Českou republiku.
Stávala se v této souvislosti terčem internetových vtipů a narážek.